# Mühlried
Mühlried ist ein Ortsteil der Stadt Schrobenhausen im oberbayerischen Landkreis Neuburg-Schrobenhausen. 

## Geographie
Das Pfarrdorf Mühlried schließt sich nordöstlich direkt an die Stadt Schrobenhausen an.

## Geschichte
Benannt ist Mühlried nach den seit dem 11. Jahrhundert nachgewiesenen Paarmühlen. Die heutige katholische Filialkirche St. Ursula stammt aus den 13./14. Jahrhundert. Mühlried konnte seine Einwohnerzahl von 434 im Jahr 1840 auf über 3.500 heute verachtfachen. Das katholische Pfarrzentrum Heilig Geist wurde nach dreijähriger Bauzeit im Jahr 1973 eingeweiht. Im Zuge der Gebietsreform in Bayern wurde die durch das Gemeindeedikt 1818 gegründete Gemeinde 1978 mit den Orten Altenfurt, Aumühle, Högenau, Königslachen, Ried, Rinderhof, Sandhof und Weil nach Schrobenhausen eingegliedert. Nach Mühlried war zuvor bereits mit Wirkung vom 1. Januar 1972 die Gemeinde Edelshausen eingegliedert worden.